# Урош Тимић
Урош Тимић (Смедерево, 1991) је српски књижевник, писац хорор и фантастичне књижевности, један од победника Лагуниног конкурса за необјављени први роман. Такође је библиотекар и ТВ водитељ на телевизији Курир.

## Дела

### Романи
- Осми живот (Лагуна, 2015)[4]
- Четрдесет дана ( Галаксијанис Ниш, 2016)[5]
- Рептил (самоиздат, 2019)
- Кућа са стакленим звоном (2021)
- Паклена рапсодија (онлајн издање на порталу Букмејт)[6]
- Провинцијалац (онлајн издање)[7]

### Приповетке
- Колиба самоће ( Чувари златног руна 2 - збирка прича о Хомољу и Звижду)[8]